# Frano Baras
Frano Baras (Split, 5. studenoga 1931. – Split, 26. ožujka 2023.) bio je hrvatski romanist, publicist i esejist. Pisao je članke i zapise o starijoj i novijoj prošlosti i sadašnjosti, području Dalmacije, posebice o Splitu, zbog čega nosi naslov čuvara splitskog pamćenja. Živio je u Splitu i na Madeiri.

## Životopis

### Obrazovanje
Osnovnu školu i Klasičnu gimnaziju završio je u Splitu, maturiravši 1950. Francuski i talijanski jezik s književnošću diplomirao je 1956. na Filozofskom fakultetu u Zagrebu. Usavršavao se na pariškom sveučilištu Sorbonni.

### Pedagoški rad
Kao apsolvent 1954./55. predavao je na Gimnaziji u Imotskom. Poslije diplomiranja i odsluženja vojnoga roka, biva zaposlen na splitskom Narodnom sveučilištu kao referent za obrazovanje odraslih te upravitelj Škole stranih jezika 1958. – 1966. Od 1966. – 1978 na Pedagoškoj akademiji u Splitu u zvanju profesora više škole predavao je francuski jezik i književnost, zatim do umirovljenja kao viši predavač na Filozofskom fakultetu u Zadru  (1978. – 1997.). 

### Znanstveni, stručni i publicistički rad
Objavio je dvadesetak znanstvenih radova i više stotina publicističkih tekstova, među kojima i studije o napoleonskoj upravi u Dalmaciji u Radovima Pedagoške akademije (1975., l977.), Zborniku Ekonomskog fakulteta  (1976/77.), Kulturnoj baštini (1978., 1979.), Našim temama (1989.), Zborniku 290 godina Klasične gimnazije u Splitu (1990.), Građi i prilozima za povijest Dalmacije (2001.), Zborniku  Dalmacija za Francuske uprave 1806. – 1813. (2011.), Zborniku 'Kačić', 1993. i 2009. – 11.
Pregledne članke o teroru splitskih autonomaša i borbi narodnjaka za uvođenje hrvatskog jezika u školama objavili su mu Kulturna baština, Hrvatski narodni preporod u Splitu (posebno izdanje) 1982., Mogućnosti 1982.

### Književni rad
Pjesmama se javio u splitskom časopisu Književni Jadran (1952. i 1953.). Kraće prozne tekstove i dnevničke zapise objavljivao je u časopisima, među inim, u časopisima Dubrovnik (1968.), Mogućnosti (1969.), Vidik (1978.), Hrvatski rukopis (1993., 1994.), Republika (2008. i 2012.). Osobna sjećanja na Drugi svjetski rat (Ujedi rimske vučice, S teutoncima pod anglosaksonskim bombama) objavio je u Hrvatskim obzorjima (1994, 1998, 1999.) a Dva ratna Božića u Sinju u Cetinskim vrilima (2003.).
Književne prijevode s romanskih jezika objavljivao je u polumjesečniku Horizont (1951. – 1952.), Vjesniku u srijedu (1952.), zatim u Novela-filmu (1953., 1955. i 1956.), Narodnom listu (1956.) te u Mogućnostima (1958. – 1967.).
Članke, putopise, feljtone, te kazališne kritike objavljivale su mu razne novine, među kojima Slobodna Dalmacija, Nedjeljna Dalmacija, Vjesnik, Telegram, Borba, Fokus, Večernji list, Hrvatsko slovo, te Vijenac.
Bio je urednik biblioteka: Kairos Narodnog sveučilišta u Splitu (1966. – 1968.) i Posebnih izdanja Matice hrvatske - Split (1993. – 1999.), te član uredništva Karake (1987. – 1990.), Kaštelanskog zbornika (1987. – 1993.), Monografije HNK Split 1893. – 1993. i Kulturne baštine (1993. – 1998.).

### Kazalište
U Parizu je 1963. proučavao upravno i umjetničko ustrojstvo pariških kazališta.
Jedan je od pokretača splitskih avangardnih scena Komorna pozornica (1961.), Akroama-21 (1966.) i Kripta-70 (1970.).
U njegovu prijevodu izvedene su u Splitu drame Ljudski glas J. Cocteaua (1966.) i Sluškinje J. Genêta (1970.).
Bio je kazališni kritičar Slobodne Dalmacije (1962. – 1969.) i povremeno Borbe (1963., 1964., 1967.).
Bio je ravnatelj Drame splitskoga Hrvatskoga narodnog kazališta 1970. – 1972. te voditelj dramskoga programa Splitskoga ljeta 1972. i 1973.

### Društveni rad
Radni je član Matice hrvatske od 1963. te Hrvatskog društva kazališnih kritičara i teatrologa.
Jedan je od članova-utemeljitelja splitskoga Društva francusko-jugoslavenskog prijateljstva (1984., od 1992. Udruge francusko-hrvatskog prijateljstva) te član upravnog odbora Alliance Française de Split (od 1994.).
Bio je član Komisije za imena ulica, trgova i spomenike Gradskog vijeća u Splitu (1991. – 1995. i 2001. – 2002.)  te Odbora Splitskoga ljeta (1991. – 1995.)

## Knjige
- Snovi za porculansku lutku, Split 1963.
- Iz Memoara maršala Marmonta (Ilirske uspomene 1806-1811), Split: Čakavski sabor, 1977.
- Maršal Marmont: Memoari, Split: Logos, 1984.
- Splitski karnevali, Split: Logos, 1984. (Digitalizirano izdanje na portalu Gradske knjižnice Marko Marulić.)
- Dalmacija anno Domini, Split: Logos, 1988.
- Splitski igrokaz, Split: Društvo prijatelja kulturne baštine, 1993.
- Staro zrcalo splitsko, članci i podlistci, Split: Matica hrvatska, 1994.
- Ratni dani pod Marjanom, dnevnik i podlistci,  Split: Matica hrvatska, 1996.
- Les Français en Dalmatie (1806-1814) (Francuzi u Dalmaciji; preveli Gérard Denegri i Jasna Vučetić), Alliance Française de Split, 2002. (2. izd. 2006.)
- Marulić u deset slika, Split: Matica hrvatska, 2005.
- Spliska prigovaranja, Split: Naklada Bošković, 2007.
- Jadranom i oceanima, Split: Matica hrvatska, 2008.
- Prohujalo pod Marjanom, Split: Naklada Bošković, 2010.
- Davni dani dalmatinski, Split: Naklada Bošković, 2013.
- Krijesnice hrvatskoga Jadrana, Split: Naklada Bošković, 2014.
- Nadomak Atlantide, Split, Književni krug, 2017.
- Susreti s Talijom, Split, Književni krug, 2021.

## Odlikovanja i nagrade
- Ordre des Palmes Académiques (Francuska; chevalier, 1974.; officier, 1998.)
- Red Danice hrvatske s likom Marka Marulića, 1998.
- Nagrada grada Splita za godinu 1996.
- Nagrada Grada Splita za životno djelo, 2018.